# استنفورد دینگلی
استنفورد دینگلی (به انگلیسی: Stanford Dingley) یک روستا و محله مدنی در بریتانیا است که در بارکشر غربی واقع شده‌است. استنفورد دینگلی ۴٫۸۲ کیلومتر مربع مساحت و ۱۷۹ نفر جمعیت دارد.